# Pokémon HeartGold e SoulSilver
Pokémon HeartGold Version e Pokémon SoulSilver Version (ポケットモンスター ハートゴールド・ソウルシルバー, Poketto Monsutā Hāto Gōrudo・Souru Shirubā, Monstros de Bolso Hearth Gold・Soul Silver, que traduzidos do inglês para o português significam respectivamente  Coração de Ouro e Alma de Prata, em japonês: 金の心, Kin no Kokoro e 銀の魂, Gin no Tamashī) são jogos eletrônicos da série Pokémon, desenvolvidos pela Game Freak e publicados pela Nintendo para o portátil Nintendo DS. São recriações de Pokémon Gold e Silver, incluindo também características de Pokémon Crystal, jogos para Game Boy Color lançados em 1999. Em comemoração ao 10º aniversário de Gold e Silver, os jogos foram lançados no Japão em 12 de setembro de 2009 e posteriormente, em outras regiões em março de 2010.
HeartGold e SoulSilver acontecem na região de Johto e Kanto do universo fictício da franquia, que apresenta criaturas especiais chamadas Pokémon. O objetivo básico do jogo é se tornar o melhor treinador de Pokémon nas regiões de Johto e Kanto, o que é feito levantando e catalogando Pokémon e derrotando outros treinadores.
O diretor do jogo Shigeki Morimoto teve como objetivo respeitar os sentimentos de quem jogou os jogos anteriores, ao mesmo tempo que garantiu que parecia um novo jogo para aqueles que foram apresentados à série nos anos mais recentes. Os jogos receberam críticas positivas dos críticos e em março de 2014, as vendas combinadas dos jogos chegaram a 12,72 milhões, tornando os dois jogos combinados os oitavos jogos de DS mais vendidos de todos os tempos.

## Jogabilidade

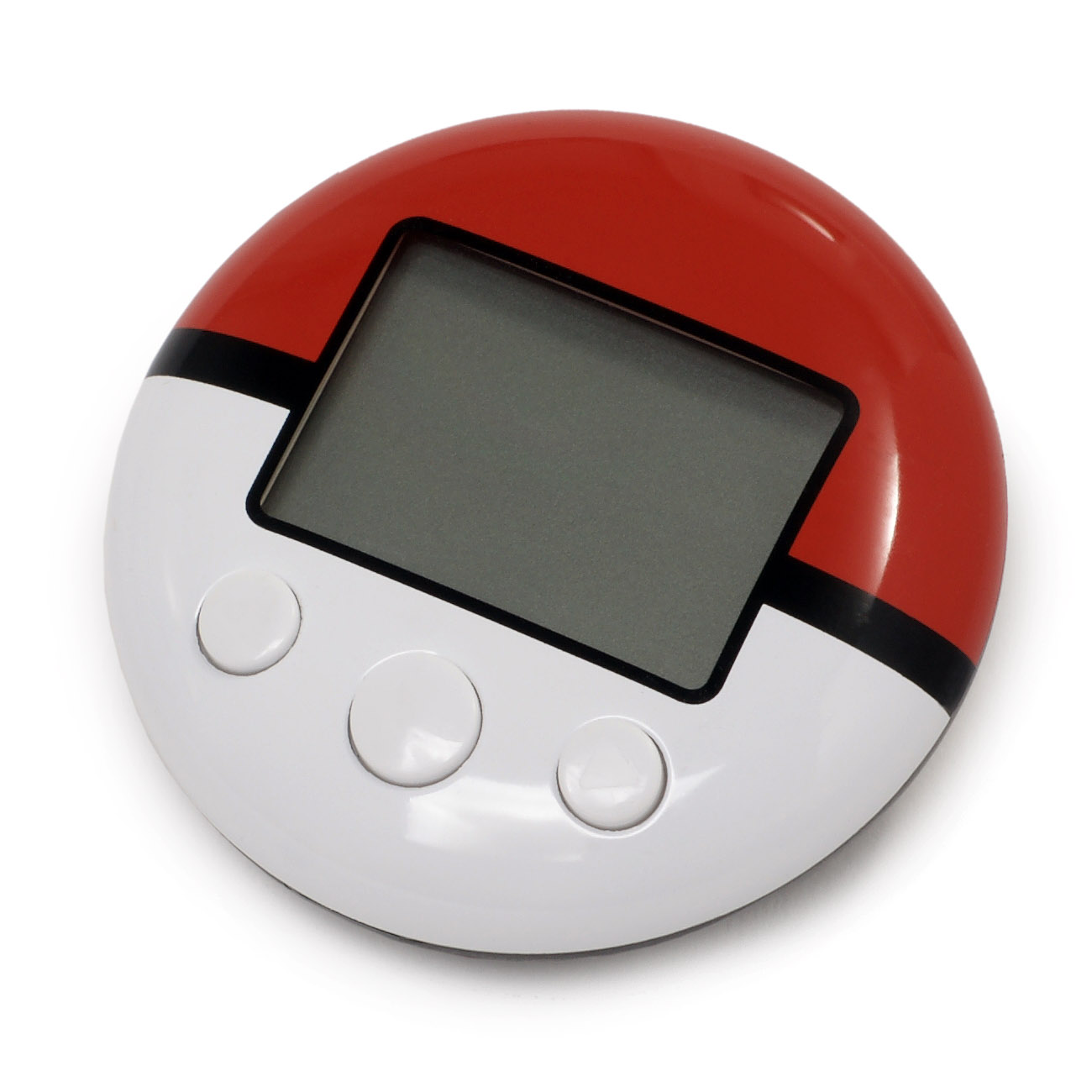
O PokeWalker é um acessório que acompanha as versões Soul Silver e Heart Gold de Pokémon para o Nintendo DS. Ele é um pedômetro funcional que também permite jogar pequenos jogos usando "watts", que são passos armazenados. Ele se conecta via uma porta infravermelha ao cartucho de Pokémon para transferir pokémons/watts.

Pokémon HeartGold e SoulSilver são jogos de RPG com elementos de aventura. A mecânica básica dos jogos é basicamente a mesma de seus predecessores. Tal como acontece com todos os jogos Pokémon para consoles portáteis, o jogo é visto de uma perspectiva aérea de terceira pessoa e consiste em três telas básicas: um mapa de campo, no qual o jogador navega pelo personagem principal; uma tela de batalha; e o menu, no qual o jogador configura seu grupo, itens ou configurações de jogo. O jogador começa o jogo com um Pokémon e pode capturar mais usando Pokébolas.
Quando o jogador encontra um Pokémon selvagem ou é desafiado por um treinador para uma batalha, a tela muda para uma tela de batalha baseada em turnos, onde o Pokémon luta. Durante a batalha, o jogador pode usar um movimento, usar um item, trocar o Pokémon ativo ou fugir. Fugir não é uma opção durante as batalhas contra treinadores. Pokémon têm pontos de vida (HP), que são exibidos durante as batalhas; quando o HP de um Pokémon é reduzido a zero, ele desmaia e não pode batalhar, a menos que seja levado a um Centro Pokémon ou curado ou revivido com uma habilidade Pokémon ou um item, normalmente um remédio de reviver. Se o Pokémon do jogador derrotar o Pokémon adversário (fizer com que ele desmaie), ele receberá pontos de experiência. Depois de acumular pontos de experiência suficientes, ele subirá de nível; a maioria dos Pokémon evolui para uma nova espécie de Pokémon quando atinge um determinado nível ou quando certas condições são atendidas, como o quanto um Pokémon estatisticamente "gosta" de seu treinador.

### Novos recursos
Em HeartGold e SoulSilver, o primeiro Pokémon no grupo do jogador pode segui-los no mundo superior, ecoando uma mecânica em Pokémon Yellow onde Pikachu segue o jogador. Essa mecânica também foi usada de forma limitada em Pokémon Diamond, Pearl e Platinum quando o jogador estava no Amity Park com um Pokémon "fofo". O jogador pode falar com o Pokémon para ver ou verificar como ele está se sentindo e, ocasionalmente, ele pode pegar itens. Um novo minijogo chamado Pokéathlon, conhecido no Japão como Pokéthlon, usa a tela sensível ao toque do Nintendo DS e permite que o Pokémon compita em eventos como obstáculos. As versões japonesas mantêm as máquinas caça-níqueis encontradas em jogos anteriores, enquanto os lançamentos internacionais dos títulos substituem as máquinas caça-níqueis por um novo jogo chamado "Voltorb Flip", descrito como um cruzamento entre Campo minado e Picross. Outro novo item, o GB Sounds, muda a música de fundo para a música original de 8 bits do Pokémon Gold e Silver.

### Conectividade com outros dispositivos
HeartGold e SoulSilver podem acessar a Nintendo Wi-Fi Connection (desde então descontinuada) para trocar, batalhar e interagir com outros jogadores desses jogos, bem como jogadores de Pokémon Diamond, Pearl e Platinum. Depois de completar o download de uma missão especial de Wi-Fi em Pokémon Ranger: Guardian Signs, o jogador pode enviar um Deoxys para HeartGold e SoulSilver.

## Enredo e história
Semelhante a Pokémon Gold e Silver, Pokémon HeartGold e SoulSilver acontecem nas regiões Johto e Kanto do universo ficcional da franquia. O universo gira em torno da existência de criaturas, chamadas Pokémon, com habilidades especiais. O protagonista silencioso é um jovem treinador Pokémon que vive em uma pequena cidade conhecida como New Bark Town. No início dos jogos, o jogador escolhe um Chikorita, Cyndaquil ou Totodile como seu Pokémon inicial do Professor Elm. Após realizar uma entrega para o professor e obter um Pokédex do Professor Carvalho, ele decide deixar o jogador ficar com o Pokémon e iniciá-lo em uma jornada.
O objetivo do jogo é se tornar o melhor treinador em Johto e Kanto, o que é feito levantando Pokémon, completando um catálogo de Pokémon chamado Pokédex, derrotando os oito Líderes de Ginásio em Johto por Insígnias de Ginásio, desafiando os melhores treinadores da região conhecido como Elite dos Quatro e o Campeão, e posteriormente derrotando os oito Líderes de Ginásio na região de Kanto. Finalmente, o jogador pode enfrentar o Red no topo do Monte. Silver, que é o chefe final do jogo.
Ao longo do jogo, o jogador batalhará contra membros da Equipe Rocket, uma organização criminosa originária de Kanto. Eles foram originalmente derrotados pelo protagonista de Pokémon FireRed e LeafGreen, e tentaram voltar como uma organização, enquanto aguardavam o retorno de seu líder, Giovanni. Para tentar contatá-lo, eles assumem a torre de rádio e transmitem uma mensagem chamando por ele.
Apesar de serem os remakes de Gold e Silver, os jogos amarram elementos de enredo de Crystal também, como a ênfase adicional em Suicune sobre as outras bestas lendárias, bem como o pós-fim Battle Frontier; em Crystal, apenas a Battle Tower estava disponível. Além disso, Johto e Kanto receberam recursos da Geração IV, como o Pal Park.
Durante certos pontos do jogo, o rival do jogador enfrentará o protagonista em um teste de habilidades. Além disso, o jogador encontrará Kimono Girls, que pedem ao jogador para fazer pequenos favores–como derrotar um grunhido da Equipe Rocket–em toda a região de Johto. Depois de lutar com todos eles em uma fileira, eles seguem para a área onde o jogador encontra o mascote Pokémon Lendário do jogo, Ho-Oh em HeartGold e Lugia em SoulSilver, e dançam para invocá-los. De acordo com os originais, os outros Pokémon lendários podem ser obtidos mais tarde.

## Desenvolvimento
HeartGold e SoulSilver foram liberados em 2009, anos dez após versão inicial Gold e Silver para o Game Boy Color. Shigeki Morimoto, o diretor dos jogos, comentou sobre o desenvolvimento dos remakes: "A primeira coisa que eu sabia que precisava ter em mente era respeitar os sentimentos das pessoas que jogaram Gold e Silver dez anos antes. Eu acho que os jogadores têm memórias muito fortes do jogo, então eles pensariam coisas como Ah, este treinador ainda é forte e Se eu fizer isso aqui, isso vai acontecer Eu sabia que precisava respeitar esses sentimentos." No entanto, Morimoto também sentiu que precisava ter certeza de que os jogos pareceriam novos jogos para aqueles que começaram a jogar Pokémon nos últimos anos no Game Boy Advance ou no Nintendo DS. Um substituto do autor do jogo do presidente da Game Freak em Celadon City afirma que a equipe se esforçou para fazer um jogo que atraísse jogadores com boas memórias, sem "refazer a mesma coisa". Ele também afirma que fazer o jogo foi um "desafio gratificante". Sobre as diferenças entre os remakes e os originais e como os nomes resultaram disso, Morimoto disse "Com HeartGold and SoulSilver, a forma como treinadores e Pokémon se relacionam tornou-se um tema importante e foi adicionado à história. Criamos os títulos HeartGold e SoulSilver, pois decidimos que eram apropriados para expressar esse tema." HeartGold e SoulSilver introduziram muitos recursos novos que estavam ausentes no Gold e Silver original, vários dos quais vieram do lançado anteriormente jogos de Pokémon da Nintendo DS, Diamond, Pearl e Platinum.

## Lançamento e promoção
Rumores de que a Nintendo planejava refazer Pokémon Gold e Silver começaram a circular no início de maio de 2009, depois que o programa de televisão japonês Pokémon Sunday terminou anunciando um "primeiro anúncio mundialmente exclusivo" que seria feito em seu próximo programa. Kris Pigna de 1UP.com especulou que isso aludia a um possível remake de Gold e Silver para o Nintendo DS, devido a bolas de ouro e prata penduradas no fundo. Pigna argumentou ainda que isso seria consistente com os títulos lançados anteriormente Pokémon FireRed e LeafGreen, que eram remakes aprimorados do Pokémon Red e Blue original. Vários dias depois, a Nintendo confirmou oficialmente que Gold e Silver estavam sendo refeitos como HeartGold e SoulSilver e divulgou seus logotipos oficiais. Também foi anunciado que os jogos conteriam inúmeras atualizações, embora eles se recusassem a revelar quaisquer detalhes. Os jogos foram lançados para o Nintendo DS em 12 de setembro de 2009 no Japão para coincidir com o décimo aniversário do lançamento original de Gold e Silver. Junichi Masuda afirmou em seu blog que "nós, Game Freak, passamos muito tempo desenvolvendo dois títulos acima  [sic]", e que "Pokémon Gold & Silver estará de volta com muito mais emoção."
No Pokémon World Championships de 2009, a Nintendo afirmou que HeartGold e SoulSilver seriam lançados na América do Norte entre os meses de janeiro e março, na Europa por volta de maio e junho e na Austrália em abril. "Anunciar esses tão esperados lançamentos de jogos no The Pokémon World Championships nos permite dar a notícia diretamente às legiões de fãs que representam o verdadeiro coração e alma de Pokémon", disse um porta-voz. Conforme os jogos se aproximavam do lançamento, de 27 de fevereiro a 13 de março de 2010, a varejista de jogos eletrônicos norte-americana GameStop hospedou uma promoção na qual os jogadores de Pokémon Diamond, Pearl ou Platinum poderia usar a função "Mystery Gift" dos jogos para baixar grátis um Pokémon Jirachi para o jogo. Um "Pichu com a cor de Pikachu" pode ser baixado usando Wi-Fi que, quando levado para a Floresta Ilex no jogo, desbloqueia um "Pichu com orelhas pontiagudas". Os jogos foram lançados na América do Norte em 14 de março de 2010, na Austrália em 25 de março de 2010, e na Europa em 26 de março de 2010, exceto na Holanda e na Bélgica de língua holandesa, onde eles foram lançados em 2 de abril de 2010.

### Áudio
Nintendo DS Pokémon HeartGold e SoulSilver Music Super Complete (ニンテンドーDS ポケモン ハートゴールド&ソウルシルバー ミュージック・スーパーコンプリート, Nintendō DS Pokemon Hātogōrudo ando Sōrushirubā Myūjikku Sūpā Konpurīto), uma trilha sonora de três discos com músicas de Junichi Masuda, Go Ichinose, Hitomi Sato, Shota Kageyama e Takuto Kitsuta, foi lançada no Japão em 28 de outubro de 2009.
| No. | Título da faixa (japonês)              | Título da faixa (tradução em inglês) | Compositor                               | Arranjador                               |
| --- | -------------------------------------- | ------------------------------------ | ---------------------------------------- | ---------------------------------------- |
| 1   | オープニングデモ                       | Opening Demo                         | Junichi Masuda Go Ichinose Morikazu Aoki | Junichi Masuda Go Ichinose Morikazu Aoki |
| 2   | タイトル                               | Title                                | Junichi Masuda                           | Shota Kageyama                           |
| 3   | 冒険をはじめよう！                     | Let's Begin the Adventure!           | Junichi Masuda                           | Go Ichinose Shota Kageyama               |
| 4   | ワカバタウン                           | New Bark Town                        | Junichi Masuda Go Ichinose               | Go Ichinose Shota Kageyama               |
| 5   | 連れて行く                             | Taking You Along                     | Junichi Masuda                           | Hitomi Sato                              |
| 6   | コトネ                                 | Lyra                                 | Shota Kageyama                           | Shota Kageyama                           |
| 7   | ウツギけんきゅうじょ                   | Elm Research Laboratory              | Junichi Masuda                           | Go Ichinose                              |
| 8   | たいせつなどうぐをもらった！           | Key Item Received!                   | Junichi Masuda                           | Shota Kageyama                           |
| 9   | 29ばんどうろ                           | Route 29                             | Junichi Masuda                           | Go Ichinose                              |
| 10  | 戦闘！野生ポケモン (ジョウト)          | Battle! Wild Pokémon (Johto)         | Junichi Masuda                           | Go Ichinose                              |
| 11  | 野生ポケモンに勝利！                   | Won Against the Wild Pokémon!        | Junichi Masuda                           | Shota Kageyama                           |
| 12  | レベルアップ！                         | Level Up!                            | Junichi Masuda                           | Shota Kageyama                           |
| 13  | ヨシノシティ                           | Cherrygrove City                     | Junichi Masuda                           | Go Ichinose                              |
| 14  | 連れて行く2                            | Bringing Along 2                     | Junichi Masuda                           | Hitomi Sato                              |
| 15  | ポケモンセンター                       | Pokémon Center                       | Junichi Masuda                           | Shota Kageyama                           |
| 16  | 回復                                   | Recovery                             | Junichi Masuda                           | Shota Kageyama                           |
| 17  | 視線！男の子1                          | Glance! Boy 1                        | Go Ichinose                              | Go Ichinose Shota Kageyama               |
| 18  | 戦闘！トレーナー (ジョウト)            | Battle! Trainer (Johto)              | Junichi Masuda                           | Go Ichinose                              |
| 19  | トレーナーに勝利！                     | Won Against the Trainer!             | Junichi Masuda                           | Shota Kageyama                           |
| 20  | 30ばんどうろ                           | Route 30                             | Junichi Masuda                           | Go Ichinose Shota Kageyama               |
| 21  | 図鑑評価…だめだめ                      | Pokédex Assessment... No Good        | Morikazu Aoki                            | Shota Kageyama                           |
| 22  | キキョウシティ                         | Violet City                          | Go Ichinose                              | Go Ichinose Shota Kageyama               |
| 23  | マダツボミのとう                       | Sprout Tower                         | Junichi Masuda                           | Go Ichinose                              |
| 24  | 視線！坊主                             | Glance! Sage                         | Go Ichinose                              | Shota Kageyama                           |
| 25  | フレンドリィショップ                   | Pokémart                             | Go Ichinose                              | Shota Kageyama                           |
| 26  | ポケモンのタマゴをもらった！           | Received a Pokémon Egg!              | Morikazu Aoki                            | Shota Kageyama                           |
| 27  | まいこはん                             | Kimono Girl                          | Go Ichinose                              | Shota Kageyama                           |
| 28  | つながりのどうくつ                     | Union Cave                           | Junichi Masuda                           | Go Ichinose                              |
| 29  | どうぐをひろった！                     | Picked Up an Item!                   | Junichi Masuda                           | Shota Kageyama                           |
| 30  | アルフのいせき                         | Ruins of Alph                        | Junichi Masuda                           | Shota Kageyama                           |
| 31  | ラジオ「アンノーン」                   | Radio "Unown"                        | Junichi Masuda                           | Shota Kageyama                           |
| 32  | 図鑑評価…まだまだ                      | Pokédex Assessment... Getting There  | Morikazu Aoki                            | Shota Kageyama                           |
| 33  | ヒワダタウン                           | Azalea Town                          | Go Ichinose                              | Shota Kageyama                           |
| 34  | 視線！ロケット団                       | Glance! Team Rocket                  | Go Ichinose                              | Go Ichinose Shota Kageyama               |
| 35  | 戦闘！ロケット団                       | Battle! Team Rocket                  | Junichi Masuda                           | Shota Kageyama                           |
| 36  | 34ばんどうろ                           | Route 34                             | Junichi Masuda                           | Shota Kageyama                           |
| 37  | ライバル登場！                         | Enter the Rival!                     | Junichi Masuda                           | Go Ichinose Shota Kageyama               |
| 38  | 戦闘！ライバル                         | Battle! Rival                        | Junichi Masuda                           | Go Ichinose                              |
| 39  | 進化                                   | Evolution                            | Junichi Masuda                           | Shota Kageyama                           |
| 40  | 進化おめでとう！                       | Congratulations on Evolving!         | Junichi Masuda                           | Shota Kageyama                           |
| 41  | コガネシティ                           | Goldenrod City                       | Junichi Masuda                           | Shota Kageyama                           |
| 42  | ジム                                   | Gym                                  | Junichi Masuda                           | Go Ichinose Shota Kageyama               |
| 43  | 戦闘！ジムリーダー (ジョウト)          | Battle! Gym Leader (Johto)           | Junichi Masuda                           | Shota Kageyama                           |
| 44  | ジムリーダーに勝利！                   | Won Against the Gym Leader!          | Junichi Masuda                           | Shota Kageyama                           |
| 45  | リーグバッジをもらった！               | Received a League Badge!             | Junichi Masuda                           | Shota Kageyama                           |
| 46  | ラジオ「ポケモンチャンネル」           | Radio "Pokémon Channel"              | Junichi Masuda                           | Shota Kageyama                           |
| 47  | ラジオ「アオイのあいことば」           | Radio "Buena's Password"             | Morikazu Aoki                            | Hitomi Sato                              |
| 48  | わざマシンをもらった！                 | Received a TM!                       | Junichi Masuda                           | Shota Kageyama                           |
| 49  | コガネゲームコーナー                   | Goldenrod Game Corner                | Go Ichinose                              | Shota Kageyama                           |
| 50  | スロット当たり！                       | A Win at Slots!                      | Shota Kageyama                           | Shota Kageyama                           |
| 51  | アクセサリーゲット                     | Got an Accessory                     | Hitomi Sato                              | Shota Kageyama                           |
| 52  | グローバルターミナル                   | Global Terminal                      | Hitomi Sato                              | Hitomi Sato                              |
| 53  | GTS                                    | GTS                                  | Go Ichinose Hitomi Sato                  | Hitomi Sato                              |
| 54  | 図鑑評価…がんばって！                  | Pokédex Assessment... Keep At It!    | Morikazu Aoki                            | Shota Kageyama                           |
| 55  | じてんしゃ                             | Bicycle                              | Junichi Masuda                           | Shota Kageyama                           |
| 56  | 視線！女の子1                          | Glance! Girl 1                       | Go Ichinose                              | Shota Kageyama                           |
| 57  | ポケギアに登録！                       | Registered in the Pokégear!          | Morikazu Aoki                            | Shota Kageyama                           |
| 58  | しぜんこうえん                         | National Park                        | Go Ichinose                              | Go Ichinose                              |
| 59  | きのみゲット                           | Got a Berry                          | Morikazu Aoki                            | Shota Kageyama                           |
| 60  | エンジュシティ                         | Ecruteak City                        | Go Ichinose                              | Go Ichinose                              |
| 61  | かぶれんじょう                         | Dance Theater                        | Go Ichinose                              | Shota Kageyama                           |
| 62  | やけたとう                             | Burned Tower                         | Junichi Masuda                           | Shota Kageyama                           |
| 63  | ミナキ                                 | Eusine                               | Morikazu Aoki                            | Shota Kageyama                           |
| 64  | ラジオ「オーキドはかせのポケモン講座」 | Radio "Professor Oak's Pokémon Talk" | Junichi Masuda                           | Shota Kageyama                           |
| 65  | 図鑑評価…なかなか                      | Pokédex Assessment... Not Bad        | Morikazu Aoki                            | Shota Kageyama                           |
| 66  | 38ばんどうろ                           | Route 38                             | Junichi Masuda                           | Hitomi Sato                              |
| 67  | ラジオ「ポケモンマーチ」               | Radio "Pokémon March"                | Junichi Masuda                           | Shota Kageyama                           |
| 68  | 戦闘！ライコウ                         | Battle! Raikou                       | Junichi Masuda                           | Shota Kageyama                           |
| 69  | アサギのとうだい                       | Olivine Lighthouse                   | Junichi Masuda                           | Go Ichinose                              |
| 70  | なみのり                               | Surf                                 | Go Ichinose                              | Go Ichinose                              |
| 71  | タンバシティ                           | Cianwood City                        | Go Ichinose                              | Hitomi Sato                              |
| 72  | ポケモンをあずかった！                 | Looked After a Pokémon!              | Shota Kageyama                           | Shota Kageyama                           |
| 73  | 42ばんどうろ                           | Route 42                             | Junichi Masuda                           | Shota Kageyama                           |
| 74  | かいでんぱ                             | High-Frequency Sound Waves           | Junichi Masuda                           | Shota Kageyama                           |
| 75  | ロケットだんアジト                     | Team Rocket Hideout                  | Junichi Masuda                           | Shota Kageyama                           |
| 76  | 視線！怪しい人1                        | Glance! Suspicious Person 1          | Go Ichinose                              | Hitomi Sato                              |
| 77  | ライバル登場！2                        | Enter the Rival! 2                   | Junichi Masuda                           | Go Ichinose Shota Kageyama               |
| 78  | ラジオとう占拠！                       | Radio Tower Infiltrated!             | Go Ichinose                              | Shota Kageyama                           |
| 79  | こおりのぬけみち                       | Ice Path                             | Junichi Masuda                           | Hitomi Sato                              |
| 80  | わざわすれ                             | Forgetting a Move                    | Morikazu Aoki                            | Shota Kageyama                           |
| 81  | りゅうのあな                           | Dragon's Den                         | Junichi Masuda                           | Shota Kageyama                           |
| 82  | イブキ                                 | Clair                                | Morikazu Aoki                            | Shota Kageyama                           |
| 83  | 戦闘！エンテイ                         | Battle! Entei                        | Junichi Masuda                           | Shota Kageyama                           |
| 84  | スズのとう                             | Tin Tower                            | Junichi Masuda                           | Shota Kageyama                           |
| 85  | 縁寿の舞                               | Dance of Ecruteak                    | Shota Kageyama                           | Shota Kageyama                           |
| 86  | ホウオウ光臨！                         | Ho-Oh Visits!                        | Shota Kageyama                           | Shota Kageyama                           |
| 87  | 戦闘！ホウオウ                         | Battle! Ho-Oh                        | Go Ichinose                              | Go Ichinose                              |

| No. | Título da faixa (japonês)        | Título da faixa (tradução em inglês)      | Compositor                    | Arranjador     |
| --- | -------------------------------- | ----------------------------------------- | ----------------------------- | -------------- |
| 1   | 26ばんどうろ                     | Route 26                                  | Go Ichinose                   | Shota Kageyama |
| 2   | こうそくせん                     | High Speed Vessel                         | Go Ichinose                   | Takuto Kitsuta |
| 3   | クチバシティ                     | Vermilion City                            | Junichi Masuda                | Takuto Kitsuta |
| 4   | 戦闘！ジムリーダー (カントー)    | Battle! Gym Leader (Kanto)                | Junichi Masuda                | Go Ichinose    |
| 5   | シオンタウン                     | Lavender Town                             | Junichi Masuda Go Ichinose    | Takuto Kitsuta |
| 6   | イワヤマトンネル                 | Rock Tunnel                               | Junichi Masuda                | Takuto Kitsuta |
| 7   | 戦闘！野生ポケモン (カントー)    | Battle! Wild Pokémon (Kanto)              | Junichi Masuda                | Shota Kageyama |
| 8   | 図鑑評価…あといっぽ！            | Pokédex Assessment... Just a Little More! | Morikazu Aoki                 | Shota Kageyama |
| 9   | ハナダシティ                     | Cerulean City                             | Junichi Masuda                | Takuto Kitsuta |
| 10  | 24ばんどうろ                     | Route 24                                  | Junichi Masuda                | Takuto Kitsuta |
| 11  | リニア                           | Magnet Train                              | Go Ichinose                   | Shota Kageyama |
| 12  | ラジオ「ポケモンこもりうた」     | Radio "Pokémon Lullaby"                   | Junichi Masuda                | Shota Kageyama |
| 13  | 戦闘！スイクン                   | Battle! Suicune                           | Junichi Masuda                | Shota Kageyama |
| 14  | タマムシシティ                   | Celadon City                              | Junichi Masuda                | Takuto Kitsuta |
| 15  | ヒビキ                           | Ethan                                     | Shota Kageyama                | Shota Kageyama |
| 16  | 11ばんどうろ                     | Route 11                                  | Junichi Masuda                | Takuto Kitsuta |
| 17  | ラジオ「ポケモンのふえ」         | Radio "Poké Flute"                        | Junichi Masuda                | Shota Kageyama |
| 18  | トキワのもり                     | Viridian Forest                           | Junichi Masuda Go Ichinose    | Takuto Kitsuta |
| 19  | 視線！男の子2                    | Glance! Boy 2                             | Junichi Masuda                | Shota Kageyama |
| 20  | ニビシティ                       | Pewter City                               | Junichi Masuda                | Takuto Kitsuta |
| 21  | 3ばんどうろ                      | Route 3                                   | Junichi Masuda                | Takuto Kitsuta |
| 22  | 視線！怪しい人2                  | Glance! Suspicious Person 2               | Junichi Masuda                | Shota Kageyama |
| 23  | おつきみやま                     | Mt. Moon                                  | Junichi Masuda                | Shota Kageyama |
| 24  | 1ばんどうろ                      | Route 1                                   | Junichi Masuda                | Takuto Kitsuta |
| 25  | マサラタウン                     | Pallet Town                               | Junichi Masuda                | Takuto Kitsuta |
| 26  | オーキドはかせ                   | Professor Oak                             | Junichi Masuda                | Shota Kageyama |
| 27  | 図鑑評価…かんぺき！              | Pokédex Assessment... Complete!           | Morikazu Aoki                 | Shota Kageyama |
| 28  | 視線！女の子2                    | Glance! Girl 2                            | Junichi Masuda                | Shota Kageyama |
| 29  | 戦闘！トレーナー (カントー)      | Battle! Trainer (Kanto)                   | Junichi Masuda                | Hitomi Sato    |
| 30  | グレンじま                       | Cinnabar Island                           | Junichi Masuda                | Hitomi Sato    |
| 31  | 47ばんどうろ                     | Route 47                                  | Hitomi Sato                   | Hitomi Sato    |
| 32  | サファリゾーンゲート             | Safari Zone Gate                          | Hitomi Sato                   | Hitomi Sato    |
| 33  | サファリゾーン                   | Safari Zone                               | Hitomi Sato                   | Hitomi Sato    |
| 34  | ラジオ「バラエティチャンネル」   | Radio "Variety Channel"                   | Junichi Masuda                | Shota Kageyama |
| 35  | むしとりたいかい始まる！         | Bug-Catching Contest Begins!              | Go Ichinose                   | Shota Kageyama |
| 36  | むしとりたいかい                 | Bug-Catching Contest                      | Junichi Masuda                | Shota Kageyama |
| 37  | むしとりたいかいで3位！          | 3rd Place in the Bug-Catching Contest!    | Morikazu Aoki                 | Shota Kageyama |
| 38  | むしとりたいかいで2位！          | 2nd Place in the Bug-Catching Contest!    | Morikazu Aoki                 | Shota Kageyama |
| 39  | むしとりたいかいで優勝！         | Winner of the Bug-Catching Contest!       | Morikazu Aoki                 | Shota Kageyama |
| 40  | ポケスロン・会場                 | Pokéathlon: Assembly Hall                 | Shota Kageyama                | Shota Kageyama |
| 41  | ポケスロン・ジャージに着替えた！ | Pokéathlon: Changed into the Jersey!      | Shota Kageyama                | Shota Kageyama |
| 42  | ポケスロン・開会式               | Pokéathlon: Opening Ceremony              | Shota Kageyama                | Shota Kageyama |
| 43  | ポケスロン・競技開始！           | Pokéathlon: Match Begins!                 | Shota Kageyama                | Shota Kageyama |
| 44  | ポケスロン・競技中！             | Pokéathlon: Match!                        | Shota Kageyama                | Shota Kageyama |
| 45  | ポケスロン・現在1位！            | Pokéathlon: Currently 1st Place!          | Shota Kageyama                | Shota Kageyama |
| 46  | ポケスロン・決勝戦！             | Pokéathlon: Finals!                       | Shota Kageyama                | Shota Kageyama |
| 47  | ポケスロン・結果発表             | Pokéathlon: Announcement of Results       | Shota Kageyama                | Shota Kageyama |
| 48  | ポケスロン・表彰式               | Pokéathlon: Awards Ceremony               | Shota Kageyama                | Shota Kageyama |
| 49  | ポケスロンで優勝！               | Win the Pokéathlon!                       | Shota Kageyama                | Shota Kageyama |
| 50  | ふしぎなおくりもの               | Mystery Gift                              | Hitomi Sato                   | Hitomi Sato    |
| 51  | バトルタワーうけつけ             | Battle Tower Reception Desk               | Morikazu Aoki                 | Shota Kageyama |
| 52  | バトルタワー (ジョウト)          | Battle Tower                              | Morikazu Aoki                 | Shota Kageyama |
| 53  | バトルポイントをもらった！       | Received Battle Points!                   | Satoshi Nohara                | Shota Kageyama |
| 54  | バトルファクトリー               | Battle Factory                            | Hitomi Sato                   | Hitomi Sato    |
| 55  | バトルステージ                   | Battle Hall                               | Hitomi Sato                   | Hitomi Sato    |
| 56  | バトルルーレット                 | Battle Arcade                             | Hitomi Sato                   | Hitomi Sato    |
| 57  | バトルルーレットでBPをもらった！ | Received BP at the Battle Arcade!         | Satoshi Nohara                | Shota Kageyama |
| 58  | バトルキャッスル                 | Battle Castle                             | Hitomi Sato                   | Hitomi Sato    |
| 59  | キャッスルポイントをもらった！   | Received Castle Points!                   | Satoshi Nohara                | Shota Kageyama |
| 60  | 戦闘！フロンティアブレーン       | Battle! Frontier Brain                    | Go Ichinose Hitomi Sato       | Hitomi Sato    |
| 61  | フロンティアブレーンに勝利！     | Won Against the Frontier Brain!           | Hitomi Sato                   | Hitomi Sato    |
| 62  | ラジオ「トレーナーチャンネル」   | Radio "Trainer Channel"                   | Junichi Masuda                | Shota Kageyama |
| 63  | ぐるぐるこうかん                 | Spin Trade                                | Hitomi Sato                   | Hitomi Sato    |
| 64  | Wi-Fi通信                        | Wi-Fi Communication                       | Go Ichinose                   | Hitomi Sato    |
| 65  | Wi-Fiひろば                      | Wi-Fi Plaza                               | Hitomi Sato                   | Hitomi Sato    |
| 66  | Wi-Fiひろば・ひろばゲーム        | Wi-Fi Plaza: Plaza Game                   | Hitomi Sato                   | Hitomi Sato    |
| 67  | どんどんソーナンスをクリア！     | Cleared Wobbuffet Pop!                    | Satoshi Nohara                | Shota Kageyama |
| 68  | Wi-Fiひろば・パレード            | Wi-Fi Plaza: Parade                       | Hitomi Sato                   | Hitomi Sato    |
| 69  | ラジオ「101ばんどうろ」          | Radio "Route 101"                         | Morikazu Aoki                 | Shota Kageyama |
| 70  | ラジオ「201ばんどうろ」          | Radio "Route 201"                         | Hitomi Sato                   | Hitomi Sato    |
| 71  | ポケウォーカー                   | Pokéwalker                                | Junichi Masuda Shota Kageyama | Shota Kageyama |
| 72  | ギザみみピチュー登場！           | Enter Spiky-eared Pichu!                  | Shota Kageyama                | Shota Kageyama |
| 73  | 視線！まいこはん                 | Glance! Kimono Girl                       | Go Ichinose                   | Shota Kageyama |
| 74  | ルギア出現！                     | Lugia Arrives!                            | Shota Kageyama                | Shota Kageyama |
| 75  | 戦闘！ルギア                     | Battle! Lugia                             | Go Ichinose                   | Go Ichinose    |
| 76  | チャンピオンロード               | Victory Road                              | Junichi Masuda                | Shota Kageyama |
| 77  | ポケモンリーグ                   | Pokémon League                            | Junichi Masuda                | Hitomi Sato    |
| 78  | 戦闘！チャンピオン               | Battle! Champion                          | Junichi Masuda                | Shota Kageyama |
| 79  | 殿堂入り                         | Entering the Hall of Fame                 | Junichi Masuda                | Shota Kageyama |
| 80  | エンディング                     | Ending                                    | Go Ichinose                   | Hitomi Sato    |
| 81  | THE END                          | THE END                                   | Go Ichinose                   | Hitomi Sato    |
| 82  | 戦闘！超古代ポケモン             | Battle! Super-Ancient Pokémon             | Junichi Masuda                | Shota Kageyama |
| 83  | シント遺跡                       | Shinto Ruins                              | Go Ichinose                   | Go Ichinose    |
| 84  | アルセウス                       | Arceus                                    | Junichi Masuda                | Junichi Masuda |

| No. | Título da faixa (japonês)                | Título da faixa (tradução em inglês)  | Compositor                 | Arranjador                    | Observação |
| --- | ---------------------------------------- | ------------------------------------- | -------------------------- | ----------------------------- | ---------- |
| 1   | オープニング                             | Opening                               |                            |                               |            |
|     | ～オープニングデモ                       | ~Opening Demo                         | Junichi Masuda Go Ichinose | Junichi Masuda Go Ichinose    |            |
|     | ～オープニングデモ2                      | ~Opening Demo 2                       | Junichi Masuda             | Junichi Masuda                |            |
| 2   | タイトル                                 | Title                                 | Junichi Masuda             | Junichi Masuda                |            |
| 3   | ワカバタウン                             | New Bark Town                         | Junichi Masuda Go Ichinose | Junichi Masuda Go Ichinose    |            |
| 4   | 連れて行く                               | Bringing Along                        | Junichi Masuda             | Junichi Masuda Go Ichinose    |            |
| 5   | ウツギけんきゅうじょ                     | Elm Research Laboratory               | Junichi Masuda             | Junichi Masuda                |            |
| 6   | 29ばんどうろ                             | Route 29                              | Junichi Masuda             | Junichi Masuda                |            |
| 7   | 戦闘！野生ポケモン (ジョウト)            | Battle! Wild Pokémon (Johto)          | Junichi Masuda             | Junichi Masuda                |            |
| 8   | 野生ポケモンに勝利！                     | Won Against the Wild Pokémon!         | Junichi Masuda             | Morikazu Aoki                 |            |
| 9   | ヨシノシティ                             | Cherrygrove City                      | Junichi Masuda             | Junichi Masuda                |            |
| 10  | 連れて行く2                              | Bringing Along 2                      | Junichi Masuda             | Go Ichinose                   |            |
| 11  | ポケモンセンター                         | Pokémon Center                        | Junichi Masuda             | Junichi Masuda                |            |
| 12  | 視線！男の子1                            | Glance! Boy 1                         | Go Ichinose                | Go Ichinose                   |            |
| 13  | 戦闘！トレーナー (ジョウト)              | Battle! Trainer (Johto)               | Junichi Masuda             | Junichi Masuda                |            |
| 14  | トレーナーに勝利！                       | Won Against the Trainer!              | Junichi Masuda             | Morikazu Aoki                 |            |
| 15  | 30ばんどうろ                             | Route 30                              | Junichi Masuda             | Junichi Masuda                |            |
| 16  | キキョウシティ                           | Violet City                           | Go Ichinose                | Go Ichinose                   |            |
| 17  | マダツボミのとう                         | Sprout Tower                          | Junichi Masuda             | Junichi Masuda                |            |
| 18  | 視線！坊主                               | Glance! Sage                          | Go Ichinose                | Go Ichinose                   |            |
| 19  | フレンドリィショップ                     | Pokémart                              | Go Ichinose                | Takuto Kitsuta                | Não G/S/C  |
| 20  | つながりのどうくつ                       | Union Cave                            | Junichi Masuda             | Junichi Masuda                |            |
| 21  | アルフのいせき                           | Ruins of Alph                         | Junichi Masuda             | Junichi Masuda                |            |
| 22  | ヒワダタウン                             | Azalea Town                           | Go Ichinose                | Go Ichinose                   |            |
| 23  | 視線！ロケット団                         | Glance! Team Rocket                   | Go Ichinose                | Go Ichinose                   |            |
| 24  | 戦闘！ロケット団                         | Battle! Team Rocket                   | Junichi Masuda             | Junichi Masuda                |            |
| 25  | 34ばんどうろ                             | Route 34                              | Junichi Masuda             | Junichi Masuda                |            |
| 26  | ライバル登場！                           | Enter the Rival!                      | Junichi Masuda             | Junichi Masuda                |            |
| 27  | 戦闘！ライバル                           | Battle! Rival                         | Junichi Masuda             | Junichi Masuda                |            |
| 28  | 進化                                     | Evolution                             | Junichi Masuda             | Junichi Masuda                |            |
| 29  | コガネシティ                             | Goldenrod City                        | Junichi Masuda             | Go Ichinose                   |            |
| 30  | ジム                                     | Gym                                   | Junichi Masuda             | Go Ichinose                   |            |
| 31  | 戦闘！ジムリーダー (ジョウト)            | Battle! Gym Leader (Johto)            | Junichi Masuda             | Junichi Masuda                |            |
| 32  | ジムリーダーに勝利！                     | Won Against the Gym Leader!           | Junichi Masuda             | Morikazu Aoki                 |            |
| 33  | コガネゲームコーナー                     | Goldenrod Game Corner                 | Go Ichinose                | Go Ichinose                   |            |
| 34  | グローバルターミナル                     | Global Terminal                       | Hitomi Sato                | Hitomi Sato                   |            |
| 35  | じてんしゃ                               | Bicycle                               | Junichi Masuda             | Junichi Masuda                |            |
| 36  | 視線！女の子1                            | Glance! Girl 1                        | Go Ichinose                | Go Ichinose                   |            |
| 37  | しぜんこうえん                           | National Park                         | Go Ichinose                | Go Ichinose                   |            |
| 38  | むしとりたいかい始まる！                 | Bug-Catching Contest Begins!          | Go Ichinose                | Go Ichinose                   |            |
| 39  | むしとりたいかい                         | Bug-Catching Contest                  | Junichi Masuda             | Go Ichinose                   |            |
| 40  | エンジュシティ                           | Ecruteak City                         | Go Ichinose                | Go Ichinose                   |            |
| 41  | かぶれんじょう                           | Dance Theater                         | Go Ichinose                | Go Ichinose                   |            |
| 42  | 視線！まいこはん                         | Glance! Kimono Girl                   | Go Ichinose                | Go Ichinose                   |            |
| 43  | やけたとう                               | Burned Tower                          | Junichi Masuda             | Junichi Masuda                |            |
| 44  | ミナキ                                   | Eusine                                | Morikazu Aoki              | Morikazu Aoki                 |            |
| 45  | 視線！怪しい人1                          | Glance! Suspicious Person 1           | Go Ichinose                | Go Ichinose                   |            |
| 46  | 38ばんどうろ                             | Route 38                              | Junichi Masuda             | Junichi Masuda                |            |
| 47  | アサギのとうだい                         | Olivine Lighthouse                    | Junichi Masuda             | Junichi Masuda                |            |
| 48  | なみのり                                 | Surf                                  | Go Ichinose                | Go Ichinose                   |            |
| 49  | 42ばんどうろ                             | Route 42                              | Junichi Masuda             | Junichi Masuda                |            |
| 50  | ロケットだんアジト                       | Team Rocket Hideout                   | Junichi Masuda             | Junichi Masuda                |            |
| 51  | ライバル登場！2                          | Enter the Rival! 2                    | Junichi Masuda             | Junichi Masuda                |            |
| 52  | ラジオとう占拠！                         | Radio Tower Infiltrated!              | Go Ichinose                | Go Ichinose                   |            |
| 53  | スズのとう                               | Tin Tower                             | Junichi Masuda             | Junichi Masuda                |            |
| 54  | 戦闘！スイクン                           | Battle! Suicune                       | Junichi Masuda             | Junichi Masuda                |            |
| 55  | こおりのぬけみち                         | Ice Path                              | Junichi Masuda             | Junichi Masuda                |            |
| 56  | りゅうのあな                             | Dragon's Den                          | Junichi Masuda             | Junichi Masuda                |            |
| 57  | イブキ                                   | Clair                                 | Morikazu Aoki              | Morikazu Aoki                 |            |
| 58  | 26ばんどうろ                             | Route 26                              | Go Ichinose                | Go Ichinose                   |            |
| 59  | こうそくせん                             | High-Speed Ferry                      | Go Ichinose                | Go Ichinose                   |            |
| 60  | クチバシティ                             | Vermilion City                        | Junichi Masuda             | Go Ichinose                   |            |
| 61  | 戦闘！ジムリーダー (カントー)            | Battle! Gym Leader (Kanto)            | Junichi Masuda             | Junichi Masuda                |            |
| 62  | シオンタウン                             | Lavender Town                         | Junichi Masuda Go Ichinose | Go Ichinose                   |            |
| 63  | イワヤマトンネル                         | Rock Tunnel                           | Junichi Masuda             | Morikazu Aoki                 |            |
| 64  | 戦闘！野生ポケモン (カントー)            | Battle! Wild Pokémon (Kanto)          | Junichi Masuda             | Go Ichinose                   |            |
| 65  | ハナダシティ                             | Cerulean City                         | Junichi Masuda             | Takuto Kitsuta                | Não G/S/C  |
| 66  | 24ばんどうろ                             | Route 24                              | Junichi Masuda             | Takuto Kitsuta                | Não G/S/C  |
| 67  | リニア                                   | Magnet Train                          | Go Ichinose                | Go Ichinose                   |            |
| 68  | タマムシシティ                           | Celadon City                          | Junichi Masuda             | Morikazu Aoki                 |            |
| 69  | 11ばんどうろ                             | Route 11                              | Junichi Masuda             | Morikazu Aoki                 |            |
| 70  | トキワのもり                             | Viridian Forest                       | Junichi Masuda Go Ichinose | Go Ichinose                   |            |
| 71  | 視線！男の子2                            | Glance! Boy 2                         | Junichi Masuda             | Morikazu Aoki                 |            |
| 72  | ニビシティ                               | Pewter City                           | Junichi Masuda             | Go Ichinose                   |            |
| 73  | 3ばんどうろ                              | Route 3                               | Junichi Masuda             | Go Ichinose                   |            |
| 74  | 視線！怪しい人2                          | Glance! Suspicious Person 2           | Junichi Masuda             | Morikazu Aoki                 |            |
| 75  | おつきみやま                             | Mt. Moon                              | Junichi Masuda             | Morikazu Aoki                 |            |
| 76  | 1ばんどうろ                              | Route 1                               | Junichi Masuda             | Go Ichinose                   |            |
| 77  | マサラタウン                             | Pallet Town                           | Junichi Masuda             | Morikazu Aoki                 |            |
| 78  | オーキドはかせ                           | Professor Oak                         | Junichi Masuda             | Morikazu Aoki                 |            |
| 79  | 視線！女の子2                            | Glance! Girl 2                        | Junichi Masuda             | Morikazu Aoki                 |            |
| 80  | 戦闘！トレーナー (カントー)              | Battle! Trainer (Kanto)               | Junichi Masuda             | Go Ichinose                   |            |
| 81  | グレンじま                               | Cinnabar Island                       | Junichi Masuda             | Hitomi Sato                   | Não G/S/C  |
| 82  | 47ばんどうろ                             | Route 47                              | Hitomi Sato                | Takuto Kitsuta                | Não G/S/C  |
| 83  | サファリゾーンゲート                     | Safari Zone Gate                      | Hitomi Sato                | Takuto Kitsuta                | Não G/S/C  |
| 84  | サファリゾーン                           | Safari Zone                           | Hitomi Sato                | Takuto Kitsuta                | Não G/S/C  |
| 85  | ポケモンチャンネルメドレー！             | Pokémon Channel Medley!               |                            |                               |            |
|     | ～ラジオ「ポケモンチャンネル」           | ~Radio "Pokémon Channel"              | Junichi Masuda             | Go Ichinose                   |            |
|     | ～ラジオ「アオイのあいことば」           | ~Radio "Buena's Password"             | Morikazu Aoki              | Morikazu Aoki                 |            |
|     | ～ラジオ「アンノーン」                   | ~Radio "Unown"                        | Junichi Masuda             | Junichi Masuda                |            |
|     | ～ラジオ「ポケモンマーチ」               | ~Radio "Pokémon March"                | Junichi Masuda             | Junichi Masuda                |            |
|     | ～ラジオ「ポケモンこもりうた」           | ~Radio "Pokémon Lullaby"              | Junichi Masuda             | Junichi Masuda                |            |
|     | ～ラジオ「ポケモンのふえ」               | ~Radio "Poké Flute"                   | Junichi Masuda             | Junichi Masuda                |            |
|     | ～ラジオ「オーキドはかせのポケモン講座」 | ~Radio "Professor Oak's Pokémon Talk" | Junichi Masuda             | Go Ichinose                   |            |
| 86  | ポケスロン・会場                         | Pokéathlon: Assembly Hall             | Shota Kageyama             | Shota Kageyama                | Não G/S/C  |
| 87  | ポケスロン・開会式                       | Pokéathlon: Opening Ceremony          | Shota Kageyama             | Shota Kageyama Takuto Kitsuta | Não G/S/C  |
| 88  | ポケスロン・競技開始！                   | Pokéathlon: Match Begins!             | Shota Kageyama             | Shota Kageyama                | Não G/S/C  |
| 89  | ポケスロン・競技中！                     | Pokéathlon: Match!                    | Shota Kageyama             | Takuto Kitsuta                | Não G/S/C  |
| 90  | ポケスロン・決勝戦！                     | Pokéathlon: Finals!                   | Shota Kageyama             | Takuto Kitsuta                | Não G/S/C  |
| 91  | ポケスロン・結果発表                     | Pokéathlon: Announcement of Results   | Shota Kageyama             | Shota Kageyama                | Não G/S/C  |
| 92  | ポケスロン・表彰式                       | Pokéathlon: Awards Ceremony           | Shota Kageyama             | Takuto Kitsuta                | Não G/S/C  |
| 93  | バトルタワーうけつけ                     | Battle Tower Reception Desk           | Morikazu Aoki              | Morikazu Aoki                 |            |
| 94  | バトルタワー (ジョウト)                  | Battle Tower                          | Morikazu Aoki              | Morikazu Aoki                 |            |
| 95  | チャンピオンロード                       | Victory Road                          | Junichi Masuda             | Junichi Masuda                |            |
| 96  | ポケモンリーグ                           | Pokémon League                        | Junichi Masuda             | Junichi Masuda                |            |
| 97  | 戦闘！チャンピオン                       | Battle! Champion                      | Junichi Masuda             | Junichi Masuda                |            |
| 98  | 殿堂入り                                 | Entering the Hall of Fame             | Junichi Masuda             | Junichi Masuda                |            |
| 99  | エンディング                             | Ending                                |                            |                               |            |
|     | ～エンディング                           | ~Ending                               | Go Ichinose                | Go Ichinose                   |            |
|     | ～THE END                                | ~THE END                              | Go Ichinose                | Go Ichinose                   |            |

## Recepção

### Pré-lançamento
Em resposta às notícias que confirmam o desenvolvimento de HeartGold e SoulSilver, os fãs postaram suas reações e comentários na Internet. Em particular, o editor do IGN, Jack DeVries, raciocinou que a razão principal para os jogos atualizados era para serem compatíveis com Pokémon Diamond e Pearl, permitindo aos jogadores coletar espécies antigas de Pokémon que antes não podiam ser obtidas nos novos jogos. Ele também expressou ceticismo de que os novos títulos possam corresponder à qualidade dos originais; afirmando: "Para mim, Gold e Silver foram incríveis porque introduziram muitos recursos novos que se tornaram padrões para a série. Foi a primeira e única vez que os jogos Pokémon tiveram uma expansão significativa. Hoje em dia, temos sorte se conseguirmos um novo recurso que muda invisivelmente os elementos estratégicos do jogo. "Ele relembrou as qualidades que tornavam Gold e Silver verdadeiramente únicos, incluindo o suporte a cores, relógio interno, criação de Pokémon e PokéGear. Vários meses depois, após DeVries ter jogado parte do jogo, ele escreveu, "até agora eu gosto do que vejo, mesmo que tudo pareça muito familiar e formal neste ponto."

### Resposta da crítica
A recepção dos jogos tem sido positiva, com uma pontuação agregada de 87 no Metacritic. Os títulos estão entre os 20 jogos de DS com melhor classificação no site. A revista de jogos japonesa Famitsu concedeu aos jogos uma pontuação composta de 37 de 40 com base em quatro análises individuais, das quais as avaliações foram 9, 10, 9 e 9. Os críticos elogiaram os jogos por manterem muito da qualidade que atraiu-os para o ouro e prata originais. A única desvantagem mencionada é que os jogos "não trouxeram grandes surpresas". Nintendo Power deu aos jogos uma das pontuações mais altas, comentando sobre seu valor de replay, embora criticando brevemente sobre nenhuma melhoria na animação gráfica para sprites Pokémon. A Official Nintendo Magazine afirmou que eles eram os melhores jogos Pokémon até agora. Annette Gonzalez da Game Informer afirmou: "Mesmo que a fórmula clássica Pokémon ainda funciona como evidenciado por HeartGold. Eu não posso ajudar, mas a esperança de um novo Pokémon título que quebra alguns novos caminhos."
Craig Harris da IGN disse que os títulos eram "como uma plataforma retrátil para tornar a espera por um novo Pokémon jogo apenas um pouco mais suportável." Jim Sterling do Destructoid afirmou: "Embora seja, em sua essência, o mesmo jogo que você jogou muitos anos atrás, ainda consegue se sentir novo e os recursos atualizados reforçam a experiência original de uma maneira que nunca se intromete e apenas melhora". Justin Haywald da 1UP.com afirmou que "HeartGold e SoulSilver é facilmente o melhor jogo Pokémon". O revisor do VideoGamer.com, Jamin Smith disse: "SoulSilver da série Pokémon chegou a um ponto em que não pode ficar melhor." Keza MacDonald da Eurogamer deu aos jogos a 9/10, afirmando que 'Eles combinam tudo o que era melhor sobre os mais velhos jogos Pokémon, citando os desenhos e gráficos melhorados de Pokémon e sistema de batalha. McKinley Noble da GamePro afirmou que "é claro que esta é uma experiência perfeita para os treinadores da velha escola e a nova geração de Pokémon fãs." Cliff Bakehorn III da GameZone disse: "Não tenho dúvidas: Pokémon HeartGold e SoulSilver é o ápice de toda a série." Nathan Meunier da GameSpot deu aos jogos uma das pontuações mais baixas, criticando-os pela falta de inovação. GamesRadar atribuiu o sucesso do jogo a ser um remake de jogos clássicos.
HeartGold e SoulSilver ganharam como Jogo Portátil do Ano da Golden Joystick Award em 2010, a primeira vitória do Golden Joystick Award para a série.[carece de fontes?]

### Vendas
No Japão, os jogos venderam mais de 1,48 milhão de unidades nos primeiros dois dias de lançamento, liderando o gráfico de vendas japonês naquela semana. Em duas semanas, os jogos venderam um total combinado de mais de 2,00 milhões de unidades. Em 18 de dezembro de 2009, o total de vendas dos jogos no Japão ultrapassou 3,22 milhões. Na Austrália, mais de 50.000 unidades vendidas em uma semana. Nos Estados Unidos, os jogos geriram vendas coletivas de 1,73 milhões em seu primeiro mês, com a versão SoulSilver vendendo 1,01 milhões e HeartGold vendendo 0,76 milhões de unidades. As vendas combinadas dos dois jogos fizeram deles os jogos mais vendidos de março de 2010. Em 6 de maio de 2010, os jogos haviam vendido 8,40 milhões de unidades em todo o mundo, e os jogos atingiram 10 milhões de vendas em todo o mundo até o final de julho de 2010. Em setembro de 2017, as vendas combinadas dos jogos atingiram 12,72 milhões.

## Novidades
Diferente de Pokémon FireRed e LeafGreen, que tiveram a função de complementar os Pokémon de Kanto e Johto devido à não existência de retrocompatibilidade em Ruby e Sapphire e de comemorar o aniversário de dez anos dos dois primeiros jogos, HeartGold e SoulSilver têm a função de apenas comemorar o aniversário de dez anos de Gold e Silver, já que a versão Emerald já traz todos os outros pokémon dessa geração. Sendo que possui um Pal Park como em Diamond, Pearl e Platinum.
Várias novidades estão  nesse novo jogo, como por exemplo todos os Pokémon andam fora da Pokébola assim como em Pokémon Yellow em que o Pikachu te acompanhava. Todos os Pokémon possuem habilidades diferentes ao seguir o jogador, obtendo itens diferentes pegados do chão, similar à maneira que alguns Pokémon faziam em Amity Square em Pokémon Diamond, Pearl e Platinum. E, assim como era Pikachu em Pokémon Yellow Special Pikachu Edition, é possível conversar com o monstrinho que segue o jogador. Além da possível desativação do menu START (ou "Menu X", em Diamond, Pearl e Platinum), que pode ser acessado diretamente pela tela tocável.
Foi inicialmente anunciado em um programa matinal japonês chamado "Pokémon Sunday" em que ao final do programa foram exibidas duas bolas, uma dourada (Gold) e a outra prateada (Silver), o que por sua despertou a curiosidade dos fãs, que pela clara referencia feita já suspeitaram ser remakes de Pokémon Gold e Silver. No dia 10 de maio, a Nintendo confirmou os remakes.
Na interface do jogo, tanto a Pokédex quanto as boxes foram modificados e agora são facilmente manipulados pela tela tocável do Nintendo DS, assim como a mochila (agora organizadas de uma maneira mais simples) e as telas de status dos Pokémon. A pré-venda de Pokémon HeartGold e SoulSilver deu um brinde a quem reservou os jogos: uma figura de Ho-Oh para HeartGold, uma de Lugia para SoulSilver e uma de Arceus para quem comprar ambas.
Pokémon HeartGold e SoulSilver trazem para quem comprá-los um aparelho especial chamado "Pokéwalker". Esse aparelho permite, através de raios infravermelhos, a transferência de Pokémon desses dois jogos para ele. O treinador poderá apanhar outros pokémon e ainda treinar o Pokémon colocado no "Pokéwalker". É possível capturar Pokémon através de eventos que o rodeiam como a Floresta Amarela, referida acima.